# Wasilij Sobolew
Wasilij Zacharowicz Sobolew (ros. Василий Захарович Соболев, ur. 29 stycznia 1893 w Smoleńsku, zm. 17 lipca 1928 w Moskwie) – rosyjski rewolucjonista, komunista.

## Życiorys
W 1913 wstąpił do SDPRR(b), studiował w Uniwersytecie Moskiewskim, z którego w 1915 został usunięty, później był przewodniczącym Komitetu Miejskiego SDPRR(b) w Smoleńsku. Od 7 października do listopada 1917 przewodniczący smoleńskiego gubernialnego komitetu SDPRR(b), od 1 do 9 listopada 1917 przewodniczący Smoleńskiego Komitetu Wojskowo-Rewolucyjnego, 1918 członek smoleńskiego gubernialnego Sownarchozu. Od maja 1918 do stycznia 1919 zastępca przewodniczącego Komitetu Wykonawczego Zachodniej Rady Obwodowej, od 31 grudnia 1918 do 4 marca 1919 członek Centralnego Biura Komunistycznej Partii (bolszewików) Białorusi, od 5 stycznia do 26 marca 1919 przewodniczący smoleńskiego gubernialnego komitetu KP(b)B/RKP(b), później działacz związkowy i państwowy RFSRR.